# 레슨 인 케미스트리
《레슨 인 케미스트리》(영어: Lessons in Chemistry)는 애플 TV+에서 2023년 10월부터 11월까지 방영된 미국의 역사 드라마이다.

## 출연진

### 주연
- 브리 라슨 - 엘리자베스 조트 역
- 루이스 풀먼 - 캘빈 에번스 역
- 아자 나오미 킹 - 해리엇 슬론 역
- 스테퍼니 케이니그 - 프랜 프래스크 역
- 패트릭 워커 - 커티스 웨이클리 목사 역

### 조연
- 데릭 세실 - 로버트 도나티 역
- 토머스 맨 - 보리웨츠 역
- 앤디 데일리 - 리처드 프라이스 역
- 앨리스 홀지 - 매들린 조트 역
- 아멘티 슬레지 - 린다 슬론 역
- 야시르 하심 러폰드 - 제임스 "주니어" 슬론 역
- 조슈아 후버 - 앤서니 파워스 역
- 케빈 서스먼 - 월터 파인 역
- 마크 에번 잭슨 - 릴런드 메이슨 역
- 폴 제임스 - 찰리 슬론 역
- 레인 윌슨 - 필 레번스몰 역

### 단역
- B. J. 노백 - 6시 30분 역(성우)
- 테이트 엘링턴 - 엘링턴 박사
- 보 브리지스 - 해리 윌슨 역
- 제이크 쇼트 - 랠프 베일리 역
- 애슐리 모니크 클라크 - 마사 웨이클리 역
- 로즈마리 디윗 - 에이버리 파커 역